# Flavio Emoli
Flavio Emoli (23. srpen 1934 Turín, Italské království – 5. říjen 2015 Janov, Itálie) byl italský fotbalový záložník.
Fotbalovému umění se začal učit v Juventusu. V roce 1954 jej poslali na jednoleté hostování do Janova. Po sezoně se vrátil k Bianconeri a zůstal tady osm let, během níž vyhrál tři tituly v lize (1957/58, 1959/60, 1960/61) a dvě vítězství v italském poháru (1958/59, 1959/60). V klubu zastával i roli kapitána. V roce 1963 odešel na čtyři roky do Neapole a fotbalovou kariéru zakončil v roce 1968 v klubu Janově.
Za reprezentaci odehrál 2 utkání.

## Hráčská statistika
| Sezóna  | Klub     | Liga    | Liga   | Liga | Ligové poháry | Ligové poháry | Ligové poháry | Kontinentální poháry | Kontinentální poháry | Kontinentální poháry | Celkem | Celkem |
| Sezóna  | Klub     | Soutěž  | Zápasy | Góly | Soutěž        | Zápasy        | Góly          | Soutěž               | Zápasy               | Góly                 | Zápasy | Góly   |
| ------- | -------- | ------- | ------ | ---- | ------------- | ------------- | ------------- | -------------------- | -------------------- | -------------------- | ------ | ------ |
| 1954/55 | Janov    | Serie A | 8      | 0    | -             | 0             | 0             | -                    | 0                    | 0                    | 8      | 0      |
| 1955/56 | Juventus | Serie A | 28     | 3    | -             | 0             | 0             | -                    | 0                    | 0                    | 28     | 3      |
| 1956/57 | Juventus | Serie A | 26     | 0    | -             | 0             | 0             | -                    | 0                    | 0                    | 26     | 0      |
| 1957/58 | Juventus | Serie A | 31     | 1    | IP            | 6             | 1             | -                    | 0                    | 0                    | 37     | 2      |
| 1958/59 | Juventus | Serie A | 26     | 1    | IP            | 3             | 0             | PMEZ                 | 2                    | 0                    | 31     | 1      |
| 1959/60 | Juventus | Serie A | 30     | 0    | IP            | 3             | 0             | -                    | 0                    | 0                    | 33     | 0      |
| 1960/61 | Juventus | Serie A | 19     | 1    | IP            | 0             | 0             | PMEZ                 | 1                    | 0                    | 20     | 1      |
| 1961/62 | Juventus | Serie A | 29     | 1    | IP            | 4             | 0             | PMEZ                 | 4                    | 0                    | 37     | 1      |
| 1962/63 | Juventus | Serie A | 28     | 1    | IP            | 2             | 0             | Stř.P                | 5                    | 0                    | 35     | 1      |
| 1963/64 | Neapol   | Serie B | 21     | 0    | IP            | 1             | 0             | -                    | 0                    | 0                    | 22     | 0      |
| 1964/65 | Neapol   | Serie B | 24     | 0    | IP            | 2             | 0             | -                    | 0                    | 0                    | 26     | 0      |
| 1965/66 | Neapol   | Serie A | 14     | 0    | IP            | 1             | 0             | -                    | 0                    | 0                    | 15     | 0      |
| 1966/67 | Neapol   | Serie A | 4      | 0    | IP            | 1             | 0             | Vel.P                | 3                    | 0                    | 8      | 0      |
| 1967/68 | Janov    | Serie B | 6      | 0    | -             | 0             | 0             | -                    | 0                    | 0                    | 6      | 0      |
| Celkem  | Celkem   | Celkem  | 294    | 8    | -             | 23            | 1             | -                    | 15                   | 0                    | 332    | 9      |

## Hráčské úspěchy

### Klubové
- 3× vítěz italské ligy (1957/58, 1959/60, 1960/61)
- 2× vítěz italského poháru (1958/59, 1959/60)

### Reprezentační
- 1× na MP (1955–1960)